# Îlot de Porto da Cruz
L'îlot de Porto da Cruz (en portugais : Ilhéu do Porto da Cruz) est un îlot situé dans la freguesia de Porto da Cruz, dont la municipalité est Machico, à Madère, au Portugal.